# Mačkovec pri Škocjanu
Mačkovec pri Škocjanu je naselje u slovenskoj Općini Škocjanu. Mačkovec pri Škocjanu se nalazi u pokrajini Dolenjskoj i statističkoj regiji Jugoistočnoj Sloveniji. 

## Stanovništvo
Prema popisu stanovništva iz 2002. godine naselje je imalo 30 stanovnika.